# Бентон (Илиноис)
Бентон (енгл. Benton) град је у америчкој савезној држави Илиноис. По попису становништва из 2010. у њему је живело 7.087 становника.

## Демографија
Према попису становништва из 2010. у граду је живело 7.087 становника, што је 207 (3,0%) становника више него 2000. године.
| Група             | 2000.         | 2010.         |
| Белци             | 6.766 (98,3%) | 6.855 (96,7%) |
| Афроамериканци    | 20 (0,3%)     | 31 (0,4%)     |
| Азијати           | 19 (0,3%)     | 24 (0,3%)     |
| Хиспаноамериканци | 35 (0,5%)     | 87 (1,2%)     |
| Укупно            | 6.880         | 7.087         |